# Christian Gray
Christian Thomas Gray (Gisborne, Nueva Zelanda, 29 de noviembre de 1996) es un futbolista neozelandés que juega como defensor central en el Auckland City Football Club de la National league neozelandesa.

## Trayectoria
En el verano de 2015 pasó de las categorías inferiores del Team Wellington a las inferiores del Auckland City. A principios de 2016, fichó por el Waitakere United. Debutó en la primera división de Nueva Zelanda el 21 de enero de 2016 en una derrota por 5-0 ante el WaiBOP United.
En octubre de 2016, fichó libre por el Hamilton Wanderers y en el mercado de enero de 2017 fue revendido al Birkenhead United. Regresó al Waitakere en enero de 2018. Poco duró su regreso al Waitakere, ya que nuevamente volvió al Birkenhead en julio de ese año.
En julio de 2019 incorporó al Eastern Suburbs, club en el que permanecería hasta enero de 2022. Durante su estancia en el Eastern Suburbs disputó parte de la temporada 2020 de la Liga de Campeones de la OFC, posteriormente cancelada. Al final de la temporada se hizo con la capitanía del equipo.
A principios de 2022 fue firmado por el Auckland City, con el que ganó su primer título de liga en la temporada 2022 y 2024. También ha ganado la Liga de Campeones de la OFC en cuatro ocasiones.
El 24 de junio de 2025, anotó el histórico gol en el empate 1-1 ante Boca Juniors en la Copa Mundial de Clubes.
| Club               | País          | Año       |
| ------------------ | ------------- | --------- |
| Waitakere United   | Nueva Zelanda | 2016      |
| Hamilton Wanderers | Nueva Zelanda | 2016-2017 |
| Birkenhead United  | Nueva Zelanda | 2017-2018 |
| Waitakere United   | Nueva Zelanda | 2018      |
| Birkenhead United  | Nueva Zelanda | 2018-2019 |
| Eastern Suburbs    | Nueva Zelanda | 2019-2022 |
| Auckland City      | Nueva Zelanda | 2022-Act. |

## Palmarés

#### Títulos nacionales
| Título          | Equipo        | País          | Año  |
| --------------- | ------------- | ------------- | ---- |
| National League | Auckland City | Nueva Zelanda | 2022 |
| National League | Auckland City | Nueva Zelanda | 2024 |

#### Títulos internacionales
| Título                      | Club          | País anfitrión*    | Año  |
| --------------------------- | ------------- | ------------------ | ---- |
| Liga de Campeones de la OFC | Auckland City | Nueva Zelanda      | 2022 |
| Liga de Campeones de la OFC | Auckland City | Vanuatu            | 2023 |
| Liga de Campeones de la OFC | Auckland City | Polinesia Francesa | 2024 |
| Liga de Campeones de la OFC | Auckland City | Islas Salomón      | 2025 |

(*) Incluye territorios de ultramar

### Distinciones individuales
| Distinción                                                              | Año  |
| ----------------------------------------------------------------------- | ---- |
| Jugador del partido vs Boca Juniors - Copa Mundial de Clubes de la FIFA | 2025 |

## Vida privada
Paralelamente al fútbol, Gray es maestro y ya participa activamente en la Escuela Intermedia Mount Roskill y la Escuela Primaria de Auckland. Es hijo del excapitán de la selección nacional de Nueva Zelanda, Rodger Gray, y jefe de seguridad del club.